# Нуэва-Гранада
Нуэва-Гранада (исп. Nueva Granada) — город и муниципалитет на севере Колумбии, на территории департамента Магдалена.

## История
Поселение, из которого позднее вырос город, было основано в 1885 году. Муниципалитет Нуэва-Гранада был образован в 2000 году, будучи выделенным из территории муниципалитета Плато.

## Географическое положение

Муниципалитет Нуэва-Гранада

Город расположен в южной части департамента, на расстоянии приблизительно 157 километров к юго-юго-западу (SSW) от Санта-Марты, административного центра департамента Магдалена. Абсолютная высота — 104 метра над уровнем моря.

Муниципалитет Нуэва-Гранада граничит на северо-западе и западе с муниципалитетом Плато, на юге — с муниципалитетом Санта-Ана, на востоке— с муниципалитетом Аригуани, на северо-востоке— с муниципалитетом Сабанас-де-Сан-Анхель. Площадь муниципалитета составляет 843 км².

## Население
По данным Национального административного департамента статистики Колумбии, совокупная численность населения города и муниципалитета в 2015 году составляла 19 783 человек.
Динамика численности населения муниципалитета по годам:
| 2005   | 2006   | 2007   | 2008   | 2009   | 2010   | 2011   | 2012   | 2013   | 2014   |
| ------ | ------ | ------ | ------ | ------ | ------ | ------ | ------ | ------ | ------ |
| 16 134 | 16 489 | 16 810 | 17 145 | 17 490 | 17 837 | 18 192 | 18 572 | 18 959 | 19 364 |

Согласно данным переписи 2005 года мужчины составляли 53,5 % от населения Нуэва-Гранады, женщины — соответственно 46,5 %. В расовом отношении белые и метисы составляли 99,9 % от населения города; негры, мулаты и райсальцы — 0,1 %.
Уровень грамотности среди всего населения составлял 71,6 %.

## Экономика
Основу экономики Нуэва-Гранады составляет сельскохозяйственное производство.

45,4 % от общего числа городских и муниципальных предприятий составляют предприятия торговой сферы, 43,2 % — промышленные предприятия, 11,4 % — предприятия сферы обслуживания.

## Транспорт
Через город проходит национальное шоссе № 80 (исп. Ruta Nacional 80).